# 中本柚朱
中本 柚朱（なかもと ゆず、2002年11月13日 - ）は、日本の女子バレーボール選手。

## 来歴
広島県廿日市市出身。
地元・広島県の中学校在学途中に大阪国際大和田中学校へ転入。
2017年12月25〜28日に渡り大阪府立体育会館および大阪市中央体育館の2会場で開催された第31回全国都道府県対抗中学バレーボール大会に大阪北選抜代表として出場し、優勝を経験。
2018年、大阪国際滝井高等学校に進学。
2020年12月18日、岡山シーガルズ公式サイトにて入団内定が発表。同期入団は松本舞佳。同月24日、V.LEAGUEに選手登録された。
2021年1月10日、東京体育館にて開催された第73回全日本バレーボール高等学校選手権の準決勝（東九州龍谷高等学校戦）で、中本を擁する大阪国際滝井高等学校はストレートの勝利を収めた。中本はこの試合27得点の活躍。しかし、翌日に行われた決勝戦では就実高等学校にペースを握られ、3-1で敗戦。準優勝で終えた。
2021年1月16日、ジップアリーナ岡山で行われたホームゲーム（東レアローズ）の第1セットにおいて、リリーフサーバーとしてV1初出場を記録。その後も第2、3セットも出場し、この試合では最終的にアタック決定率50%（5/10）、バックアタック決定率33.3（1/3）サーブレシーブ成功率63.2%（4/7）と奮闘。
2021年6月2日、岡山シーガルズ公式サイトにて正式入団が発表された。

## 球歴
- 第31回 全国都道府県対抗中学バレーボール大会：大阪北選抜代表

## 所属チーム
- 大阪国際大和田中学校
- 大阪国際滝井高等学校
- 岡山シーガルズ（2021年-）

## 受賞歴
- 2017年 - 第31回全国都道府県対抗中学バレーボール大会 優秀選手
- 2024年 - 第72回黒鷲旗全日本選抜大会 ベスト6

## 個人成績
V.LEAGUEの個人成績は下記の通り（交流戦・プレーオフを含む）。
| 大会        | 所属        | 出場   | 出場     | アタック | アタック | アタック | アタック | バックアタック | バックアタック | バックアタック | バックアタック | アタック決定本数 | ブロック | ブロック   | サーブ | サーブ     | サーブ | サーブ | サーブ | サーブ | サーブレシーブ | サーブレシーブ | サーブレシーブ | 総得点 |
| ----------- | ----------- | ------ | -------- | -------- | -------- | -------- | -------- | -------------- | -------------- | -------------- | -------------- | ---------------- | -------- | ---------- | ------ | ---------- | ------ | ------ | ------ | ------ | -------------- | -------------- | -------------- | ------ |
| 大会        | 所属        | 試合数 | セット数 | 打数     | 得点     | 失点     | 決定率   | 打数           | 得点           | 失点           | 決定率         | セット平均       | 得点     | セット平均 | 打数   | ノータッチ | エース | 失点   | 効果   | 効果率 | 受数           | 成功           | 成功率         | 総得点 |
| V1 20-21    | 岡山        | 9      | 21       | 112      | 32       | 8        | 28.6     | 1              | 1              | 0              | 100.0          | 1.52             | 3        | 0.14       | 39     | 0          | 0      | 0      | 13     | 8.3    | 96             | 56             | 45.3           | 35     |
| 通算：1大会 | 通算：1大会 | 9      | 21       | 112      | 32       | 8        | 28.6     | 1              | 1              | 0              | 100.0          | 1.52             | 3        | 0.14       | 39     | 0          | 0      | 0      | 13     | 8.3    | 96             | 56             | 45.3           | 35     |

## 出演

### YouTube
山陽新聞デジタル【さんデジ】 
- 岡山シーガルズ・中本柚朱選手動画コメント（2021年4月20日）